# Klingande
Klingande este un producător muzical francez de muzică tropical house, proeminent pentru folosirea pianului și saxofonului.

## Discografie

### Single-uri
| An   | Titlu                     | Poziții | Poziții | Poziții | Poziții  | Poziții  | Poziții | Poziții | Poziții | Poziții | Poziții | Poziții | Poziții | Poziții | Poziții | Poziții | Certificate | Album |
| An   | Titlu                     | FRA     | AUS     | AUT     | BEL (Vl) | BEL (Wa) | DEN     | FIN     | GER     | ITA     | NL      | NOR     | POL     | SWE     | SWI     | UK      | Certificate | Album |
| ---- | ------------------------- | ------- | ------- | ------- | -------- | -------- | ------- | ------- | ------- | ------- | ------- | ------- | ------- | ------- | ------- | ------- | --- | ----- |
| 2013 | "Punga"                   | 86      | —       | 62      | 24       | 47       | —       | —       | 59      | —       | —       | —       | —       | —       | 41      | —       | | —     |
| 2013 | "Jubel"                   | 5       | 3       | 1       | 1        | 2        | 8       | 5       | 1       | 1       | 9       | 2       | 1       | 3       | 1       | 3       | - ARIA: 3× Platină - BEA: Aur - BVMI: Platină - FIMI: 5× Platină - IFPI NOR: 4× Platină - GLF: 3× Platinum - IFPI SWI: Platină | —     |
| 2015 | "Riva (Restart the Game)" | —       | 56      | —       | —        | —        | —       | —       | —       | —       | —       | —       | —       | —       | —       | —       | | —     |